# 董鼎祚
董鼎祚（？—？），满洲正白旗人，清朝政治人物。
董鼎祚曾于1689年接替李佚名任上海县知县一职，1691年由梁以楠接任。